# Loc-Eguiner
Ne doit pas être confondu avec Loc-Eguiner-Saint-Thégonnec.
Loc-Eguiner [lɔkeginɛʁ] (aussi écrit Loc-Éguiner), canton de Ploudiry, est une commune du département du Finistère, dans la région Bretagne, en France. La commune est parfois dénommée Loc-Éguiner-Ploudiry pour la différencier de Loc-Éguiner-Saint-Thégonnec.

## Géographie
La commune est située à environ 5 km au sud-ouest de Landivisiau, dans le Finistère, dans le Léon. Administrativement, elle se situe dans le canton de Landivisiau, dans l'arrondissement de Morlaix. Elle fait partie de la communauté de communes du Pays de Landivisiau.
| - OpenStreetMap Limite communale. |

### Communes limitrophes
| Bodilis  | Bodilis, Landivisiau | Landivisiau, Lampaul-Guimiliau |
| Ploudiry | Loc-Eguiner          | Lampaul-Guimiliau, Locmélar    |
| Ploudiry | Ploudiry, Locmélar   | Locmélar                       |

### Hydrographie
Pour un article plus général, voir Réseau hydrographique du Finistère.
La commune est située dans le bassin Loire-Bretagne. Elle est drainée par l'Élorn, le ruisseau le Quillivaron et divers autres petits cours d'eau,.
L'Élorn, d'une longueur de 56 km, prend sa source dans la commune de Sizun et se jette  dans la rade de Brest entre les communes de Plougastel-Daoulas et de Le Relecq-Kerhuon, après avoir traversé 14 communes. 
Le Quillivaron, d'une longueur de 12 km, prend sa source dans la commune de Saint-Sauveur et se jette  dans l'Élorn sur la commune, après avoir traversé six communes. 

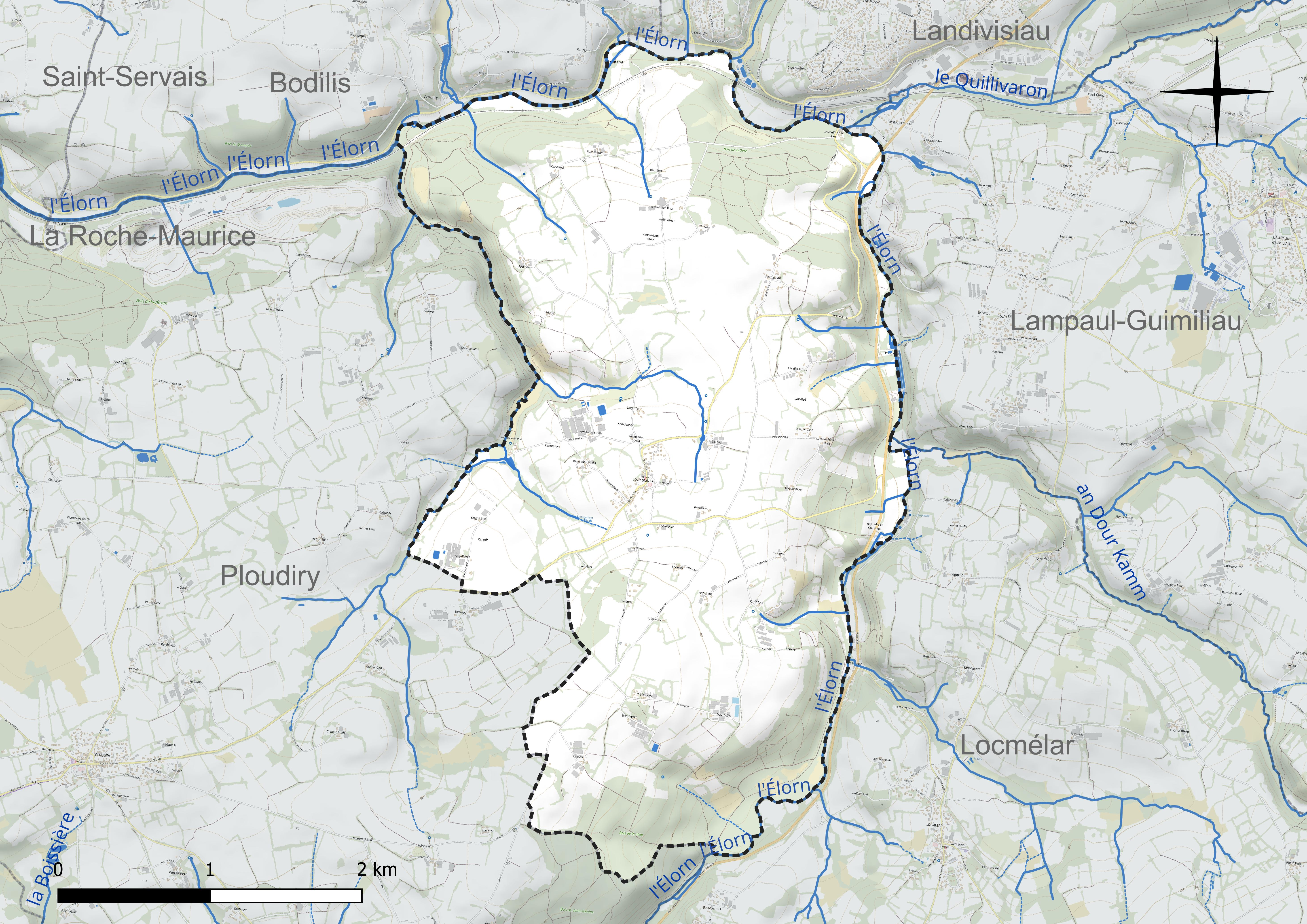
Réseau hydrographique de Loc-Eguiner.

### Climat
Pour des articles plus généraux, voir Climat de la Bretagne et Climat du Finistère.
En 2010, le climat de la commune est de type climat océanique franc, selon une étude du CNRS s'appuyant sur une série de données couvrant la période 1971-2000. En 2020, Météo-France publie une typologie des climats de la France métropolitaine dans laquelle la commune est exposée à un climat océanique et est dans la région climatique Finistère nord, caractérisée par une pluviométrie élevée, des températures douces en hiver (6 °C), fraîches en été et des vents forts. Parallèlement l'observatoire de l'environnement en Bretagne publie en 2020 un zonage climatique de la région Bretagne, s'appuyant sur des données de Météo-France de 2009. La commune est, selon ce zonage, dans la zone « Monts d'Arrée », avec des hivers froids, peu de chaleurs et de fortes pluies.
Pour la période 1971-2000, la température annuelle moyenne est de 11,2 °C, avec une amplitude thermique annuelle de 10,8 °C. Le cumul annuel moyen de précipitations est de 1 101 mm, avec 15,8 jours de précipitations en janvier et 8,6 jours en juillet. Pour la période 1991-2020, la température moyenne annuelle observée sur la station météorologique la plus proche, située sur la commune de Saint-Servais à 6 km à vol d'oiseau, est de 11,6 °C et le cumul annuel moyen de précipitations est de 1 160,4 mm,. Pour l'avenir, les paramètres climatiques de la commune estimés pour 2050 selon différents scénarios d'émission de gaz à effet de serre sont consultables sur un site dédié publié par Météo-France en novembre 2022.

## Urbanisme

### Typologie
Au 1er janvier 2024, Loc-Eguiner est catégorisée commune rurale à habitat dispersé, selon la nouvelle grille communale de densité à 7 niveaux définie par l'Insee en 2022.
Elle est située hors unité urbaine. Par ailleurs la commune fait partie de l'aire d'attraction de Landivisiau, dont elle est une commune de la couronne,. Cette aire, qui regroupe 12 communes, est catégorisée dans les aires de moins de 50 000 habitants,.

### Occupation des sols
L'occupation des sols de la commune, telle qu'elle ressort de la base de données européenne d'occupation biophysique des sols Corine Land Cover (CLC), est marquée par l'importance des territoires agricoles (76,3 % en 2018), en augmentation par rapport à 1990 (74,1 %). La répartition détaillée en 2018 est la suivante :
terres arables (42,9 %), zones agricoles hétérogènes (27,1 %), forêts (19,3 %), prairies (6,3 %), milieux à végétation arbustive et/ou herbacée (4,5 %). L'évolution de l'occupation des sols de la commune et de ses infrastructures peut être observée sur les différentes représentations cartographiques du territoire : la carte de Cassini (XVIIIe siècle), la carte d'état-major (1820-1866) et les cartes ou photos aériennes de l'IGN pour la période actuelle (1950 à aujourd'hui).

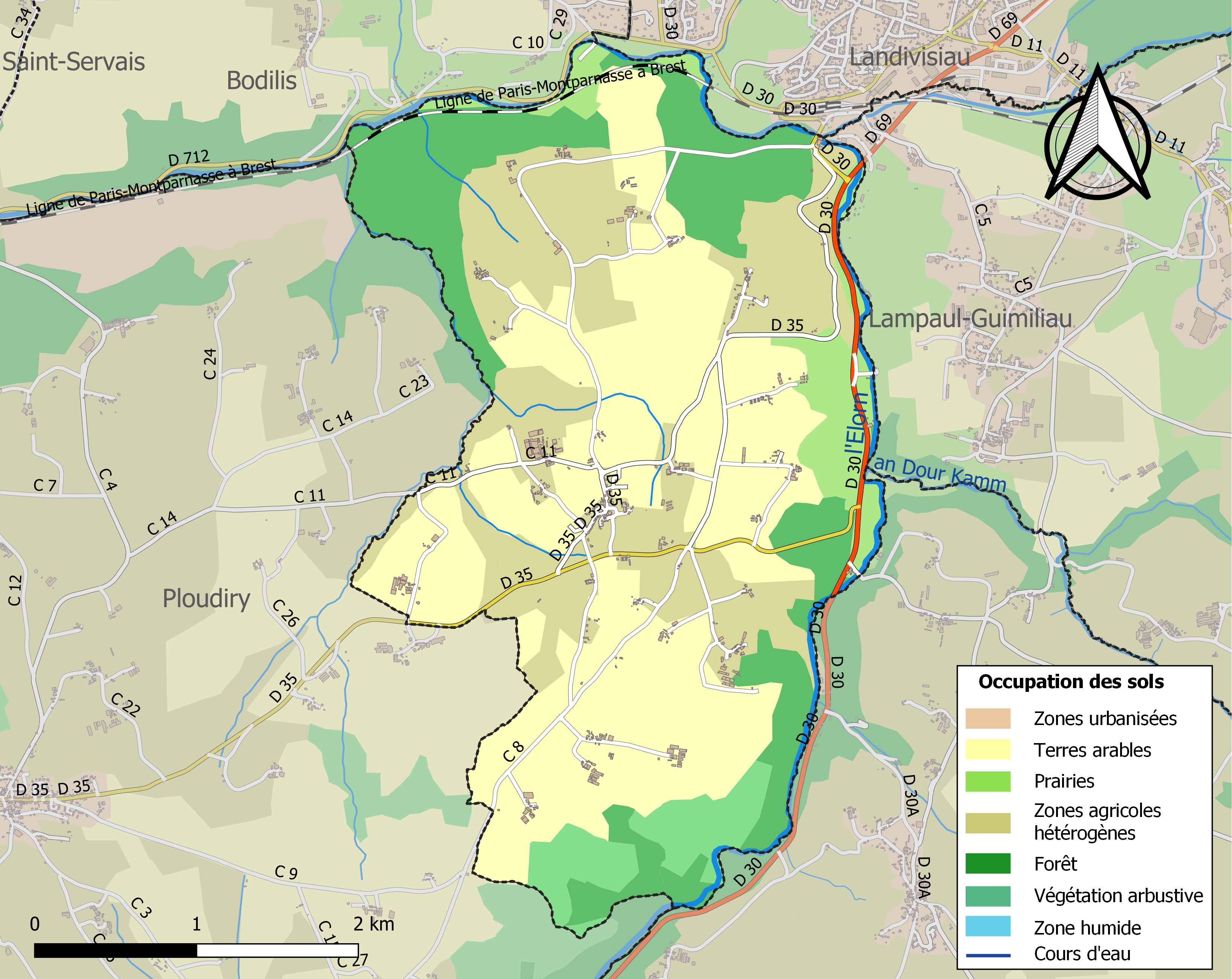
Carte des infrastructures et de l'occupation des sols de la commune en 2018 (CLC).

## Toponymie
Le nom de la localité est attesté sous les formes Logueguinaire en 1660, Loguiguinezre en 1666, Loguiguiner en 1694.
Du breton Loc ou lok qui signifie « lieu consacré » et de saint Eguiner. « Le monastère d'Eguiner ».

## Histoire

### La Révolution française
Les deux députés représentant la trève de Loc-Éguiner lors de la rédaction du cahier de doléances de la sénéchaussée de Lesneven le 1er avril 1789 étaient Ollivier Pouliquen et Jean-Marie Joncour. La trève de Loc-Éguiner demande dans ce cahier de doléances « un pont sur la rivière d'Élorne, en l'endroit où était celui du pont Arcouraiser, et qu'on rétablisse celui de l'archidiacre sur la même rivière, passages très fréquentés pour communiquer aux marchés de Landivisiau, Landerneau, Morlaix et Saint-Pol de Léon ».

### LeXIXesiècle
En 1844 six communes du Finistère (Rumengol, Guipronvel, Lanneuffret, Le Drennec, Loc-Eguiner et Tréouergat) refusèrent d'ouvrir une école, refusant d'appliquer la loi Guizot de 1833. Un rapport d'avril 1872 indique que Loc-Eguiner fait partie des 28 communes du Finistère à être encore sans école. Un rapport du Conseil général du Finistère indique en août 1880 que Loc-Eguiner fait partie des 27 communes de plus de 500 habitants du Finistère qui n'ont encore aucune école de filles.
En 1879, la commune décide la construction d'un nouveau presbytère, « attendu que celui qui existe est d'une insalubrité très grande, qui le rend inhabitable ».

### Le XXe siècle

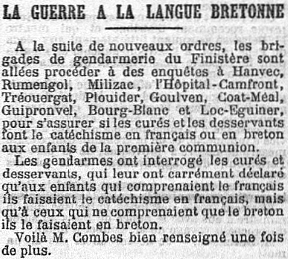
La lutte contre l'emploi de la langue bretonne par le clergé (journal La Croix du 25 novembre 1903).

## Politique et administration

### Liste des maires
| Période                                  | Période  | Identité     | Étiquette | Qualité                                                                                 |
| ---------------------------------------- | -------- | ------------ | --------- | --------------------------------------------------------------------------------------- |
| 2001                                     | En cours | Henri Billon | DVD       | Agriculteur Président de la communauté de communes du Pays de Landivisiau (depuis 2020) |
| Les données manquantes sont à compléter. |          |              |           |                                                                                         |

## Démographie
| 1793 | 1800 | 1806 | 1821 | 1831 | 1836 | 1841 | 1846 | 1851 |
| ---- | ---- | ---- | ---- | ---- | ---- | ---- | ---- | ---- |
| 647  | 655  | 662  | 696  | 705  | 717  | 740  | 786  | 790  |

| 1856 | 1861 | 1866 | 1872 | 1876 | 1881 | 1886 | 1891 | 1896 |
| ---- | ---- | ---- | ---- | ---- | ---- | ---- | ---- | ---- |
| 788  | 800  | 816  | 732  | 772  | 761  | 710  | 703  | 625  |

| 1901 | 1906 | 1911 | 1921 | 1926 | 1931 | 1936 | 1946 | 1954 |
| ---- | ---- | ---- | ---- | ---- | ---- | ---- | ---- | ---- |
| 706  | 694  | 692  | 571  | 572  | 526  | 553  | 507  | 440  |

| 1962 | 1968 | 1975 | 1982 | 1990 | 1999 | 2006 | 2011 | 2016 |
| ---- | ---- | ---- | ---- | ---- | ---- | ---- | ---- | ---- |
| 388  | 357  | 316  | 296  | 280  | 290  | 306  | 354  | 400  |

| 2021 | 2022 | - | - | - | - | - | - | - |
| ---- | ---- | - | - | - | - | - | - | - |
| 387  | 378  | - | - | - | - | - | - | - |

### Évolution du rang démographique
| selon la population municipale des années : | 1968 | 1975 | 1982 | 1990 | 1999 | 2006 | 2009 | 2013 |
| Rang de la commune dans le département      | 272  | 263  | 270  | 273  | 267  | 268  | 267  | 264  |
| Nombre de communes du département           | 286  | 283  | 283  | 283  | 283  | 283  | 283  | 283  |

## Culture locale et patrimoine

### Lieux et monuments
- L'ancienne chapelle seigneuriale de la famille de Rosnyvinen est devenue église tréviale de Loc-Éguiner le 2 avril 1640. L'église paroissiale actuelle de Loc-Éguiner date des XVIe  et  XVIIe siècles et possède deux statues classées par les monuments historiques : Saint-Michel terrassant le dragon et l'Ange Raphaël et Tobie (toutes deux bois polychromes du XVIIIe siècle)[30].

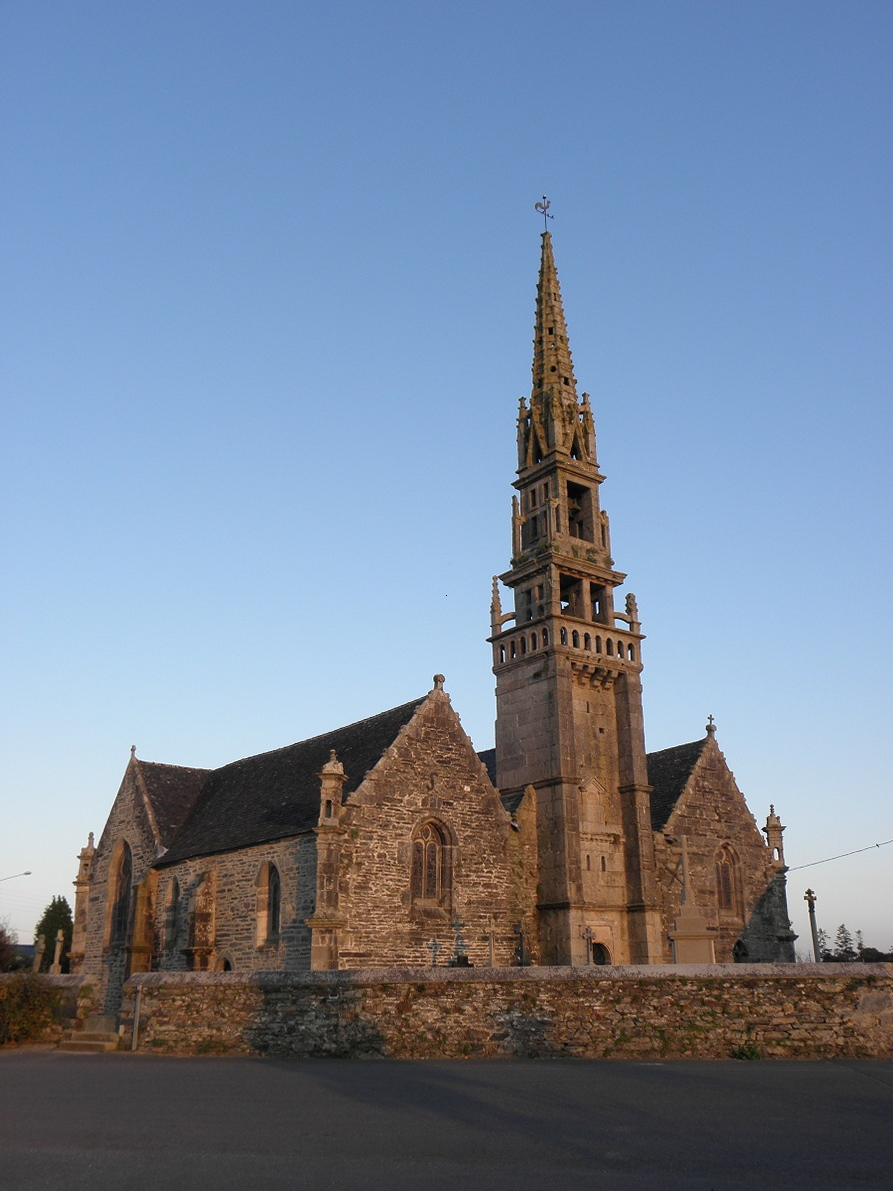
Église Saint-Eguiner.
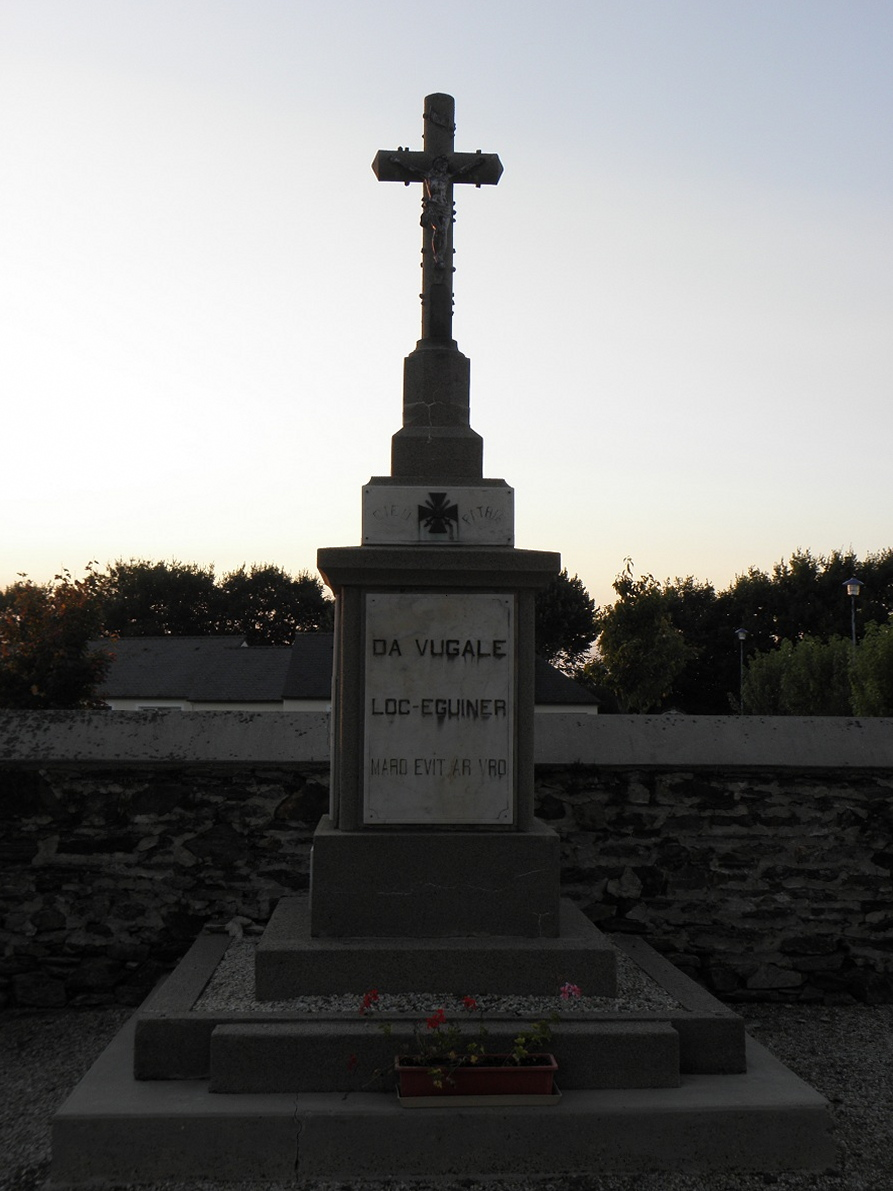
Monument aux morts.

### Héraldique
| Blason de Loc-Eguiner | Blason  | Parti : au 1er de sinople à la burelle ondée d'argent surmontée d'une roue de moulin d'or ; au 2d d'or à une hure de sanglier de sable allumée d'argent, défendue et arrachée de gueules ; à une gerbe de sept épis de blé mouvant de la pointe brochant de l'un en l'autre sur la partition ; le tout sommé d'un chef d'argent chargé de onze mouchetures d'hermine de sable, ordonnées 6 et 5. |
| Blason de Loc-Eguiner | Détails | Adopté en décembre 2020. |

## Pour approfondir